# رادوشین
رادوشین (صربی: Radošin}} یک منطقهٔ مسکونی در صربستان است که در Svilajnac واقع شده‌است.
 رادوشین  ۵۵۰ نفر جمعیت دارد.